# El Barrio
José Luis Figuereo Franco, "Selu" és un cantautor espanyol de flamenc fusionat.
Amb tan sols 9 anys i al so d'una guitarra sense acords, comença a fer els seus primers passos en la penya flamenca La Perla de Cai, i amb 14 anys agafa la seva guitarra amb rumb als tablaos de Còrdova i Madrid, acompanyant a artistes com Juana la del Revuelo i 4 anys més tard amb bailaores com Antonio Canales i Sara Baras. Cansat de ser guitarrista, grava una maqueta animat pel seu cosí Diego Magallanes (productor d'alguns dels seus discos) i l'envia a la casa Edicions Senador. Mentrestant, es guanya la vida com a soldador, fins que la casa discogràfica el crida per gravar Yo Sueno Flamenco l'any 1996.
Es posa el nom de El Barrio en honor del seu barri de Santa María i llança el seu primer disc, i va tenir temps de presentar-lo a petites sales de la capital d'Espanya.

## Àlbums d'estudi
- Yo sueno flamenco (1996)
- Mi secreto (1998)
- Mal de amores (1999)
- La fuente del deseo (2000)
- Me voy al mundo (2002)
- Ángel malherido (2003)
- Las playas de invierno (2005)
- La voz de mi silencio (2007)
- Duermevela (2009)
- Espejos (2011)
- Hijo del Levante (2014)
- Las costuras del alma (2017)[2]